# 9. grenadirski polk (Italija)
9. grenadirski polk Granatieri di Toscana (izvirno italijansko 9° Reggimento Granatieri di Toscana ) je bil grenadirski polk, ki je deloval v sestavi Kraljeve italijanske kopenske vojske.

## Zgodovina
Polk je bil preoblikovan v 78. pehotni polk Toscana.